# Maria Severa Onofriana
María Severa Onofriana (Lisboa, 26 de julio de 1820 – Lisboa, 30 de noviembre de 1846), también conocida simplemente como A Severa, fue una cantante y guitarrista de fado portuguesa. Considerada, a pesar de su corta vida, como la primera cantante de fado que saltó a la fama alcanzando un estatus casi mítico después de su muerte. Fado ha sido descrito como la expresión portuguesa de "el blues", y fado significa conceptualmente "destino".

## Biografía
Maria Severa Onofriana nació en Lisboa, Portugal, en el barrio de Madragoa en 1820. Era hija de Severo Manuel y Ana Gertrudes. El padre de Severa era de ascendencia gitana portuguesa. Su madre era originaria de Ovar, emigró a Lisboa con los pescadores de Ovar, trabajó como prostituta y se convirtió en dueña de una taberna. La madre de Severa tenía el apodo de A Barbuda ('la mujer barbuda'). Se dice que Severa era una cortesana o prostituta, alta y graciosa, que cantaba el fado en las tabernas donde también tocaba la guitarra portuguesa. Se sabe que tuvo varios amantes, entre ellos Francisco de Paula Portugal e Castro, XIII Conde de Vimioso, quien la llevó a las corridas de toros, considerado un evento social público importante de la época.
Murió de tuberculosis el 30 de noviembre de 1846 en la Rua do Capelão en Mouraria, Lisboa, con tan solo 26 años, siendo enterrada en una fosa común en el Cementerio del Alto de São João.

## En la cultura popular
La fama de María Severa creció también debido a una novela de Júlio Dantas, titulada A Severa, convertida después en una obra de teatro que se llevó al escenario en 1901. En 1931, el director José Leitão de Barros convirtió la obra en la primera película portuguesa con sonido, A Severa.
Un musical romántico, Maria Severa Onofriana, se estrenó el 19 de julio de 2011 en el Shaw Festival en Niagara-on-the-Lake, Ontario, con libreto, música y letra de Jay Turvey y Paul Sportelli, dirigido por Jackie Maxwell y protagonizado por Julie Martell como María Severa.